# Lasse Mårtenson
Lars Anders Fredrik Mårtenson dit Lasse Mårtenson, né le 24 septembre 1934 à Helsinki (Finlande) et mort le 14 mai 2016 à Espoo (Finlande), est un chanteur de jazz, pianiste et chef d'orchestre finlandais.

## Biographie

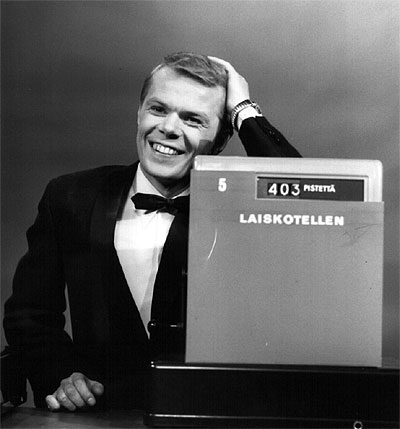
Lasse Mårtenson, finaliste choisi par la Finlande en 1964 pour le Concours de l'Eurovision.